# Arlanda Express

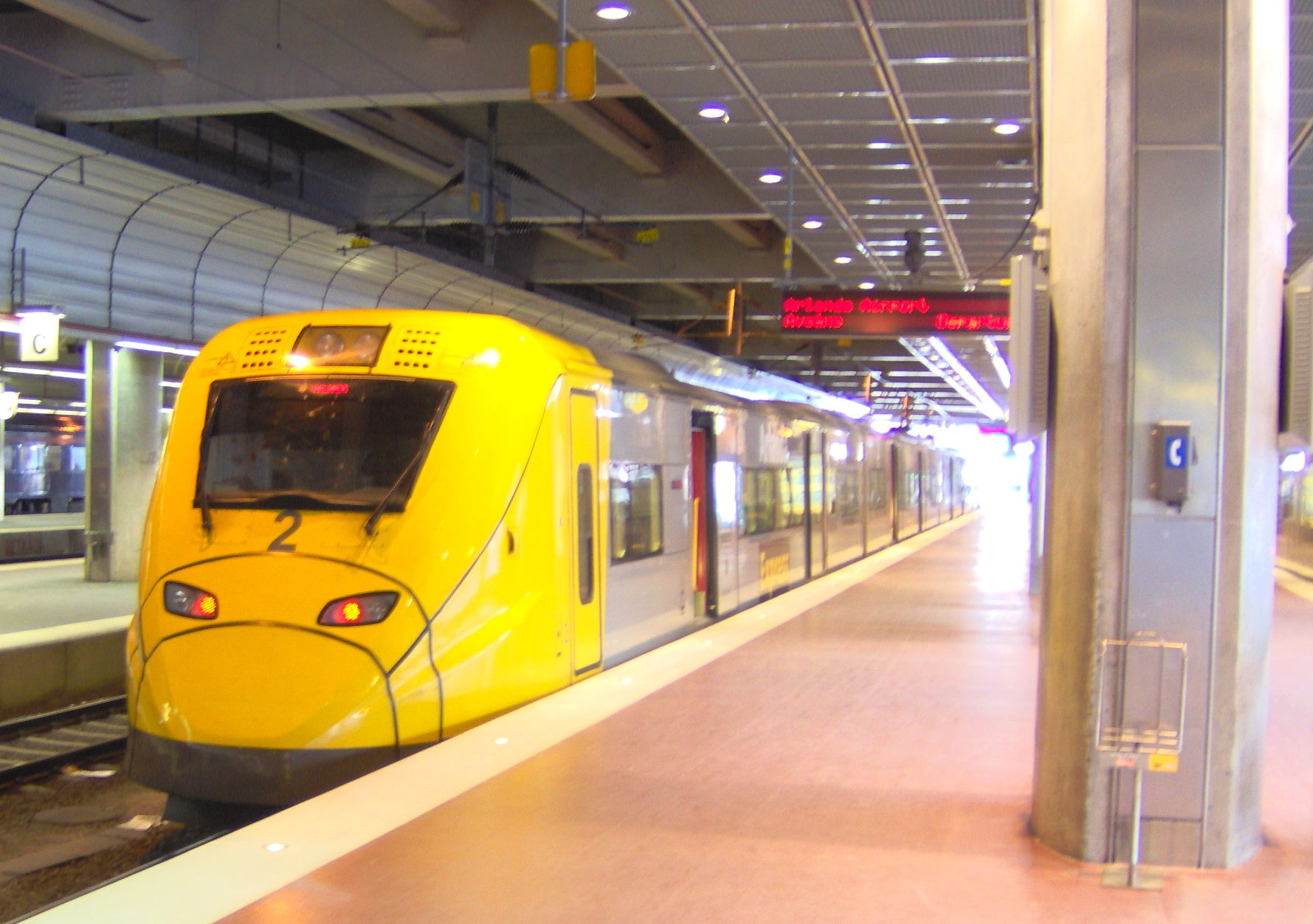
Pociąg na dworcu centralnym w Sztokholmie

Arlanda Express jest to linia kolejowa łącząca lotnisko w Sztokholmie z centrum miasta. 
Średnia prędkość pociągów na trasie wynosi 125 km/h a maksymalna - 205 km/h. Podróż trwa 20 min. Trasę obsługują pociągi elektryczne typu X3.